# Quincunx

Quincunx, schéma

Quincunx je všeobecná symbolická, ornamentální i heraldická figura, tvořená pěti body rozloženými do kříže nebo do čtverce se středem. Vyskytuje se jako ornament na tkaninách i mozaikách, na erbech a hracích kartách i kostkách v rozmanitém provedení. Vyskytuje se také ve znaku Portugalska, některých jeho kolonií, měst i šlechtických rodů. V Unicode má kód U+2059 ⁙

## Název
Slovo quincunx znamenalo původně pět uncí čili pět dvanáctin asu a za Římské republiky se razily mince v této hodnotě a někdy i s tímto symbolem. Slovo pochází z latinského quinque, pět, a uncia, měnová jednotka.

## Galerie

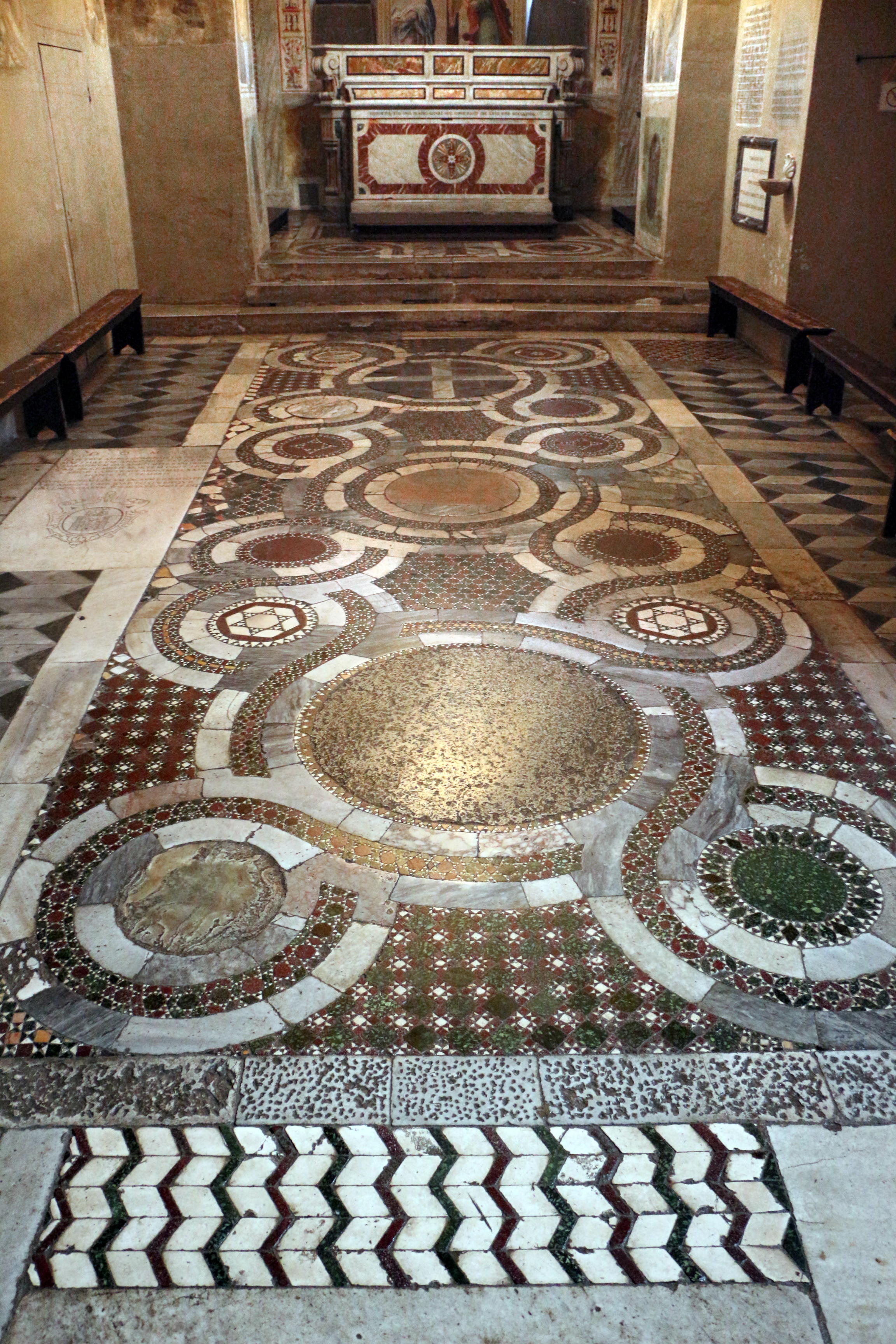
Mramorová mozaika (Řím, 12. stol.)
Portugalský znak
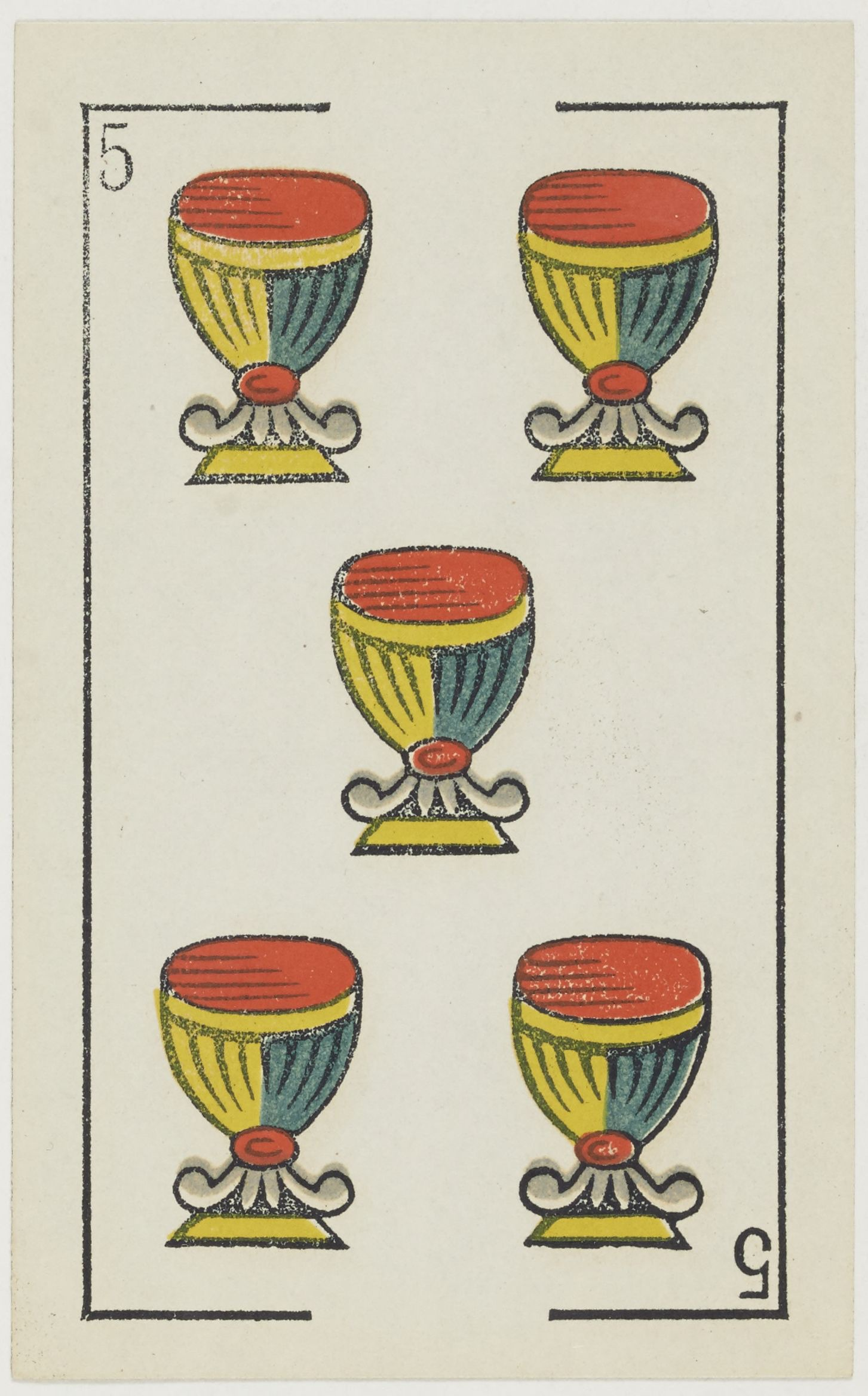
Hrací karta (Aluette)
Srdcová pětka